# Lee-Enfield Nº 4 Mark I*
El Lee-Enfield Nº 4 Mark I*, fue un fusil de infantería diseñada por la Canadian Arsenals Limited en Canadá en 1939.

## Historia
Durante el transcurso de la Segunda Guerra Mundial, el Fusil de Infantería Lee-Enfield N.º 4 Mark I se simplificó aún más para la producción en masa con la creación del Lee-Enfield Nº 4 Mark I* en 1942, con la liberación del cerrojo, substituido por una muesca más simple sobre la pista de cerrojo del receptor del fusil. Se produce sólo en América del Norte, por el Canadian Arsenals Limited, en Canadá y Savage-Stevens Firearms en los EE. UU. El Lee-Enfield Nº 4 Mark I se produce principalmente en el Reino Unido.